# Fernando Meira
Fernando Meira, de son nom complet Fernando José da Silva Freitas Meira, est un ancien footballeur portugais né le 5 juin 1978 à Guimarães au Portugal. Il évoluait au poste de défenseur central.

## Biographie

### En club
Fernando Meira évolue au Portugal, en Allemagne, en Turquie, en Russie et enfin en Espagne. Il joue notamment pendant six saisons et demie avec le club du VfB Stuttgart.
Il dispute un total de 372 matchs en championnat, inscrivant 16 buts. Son palmarès est principalement constitué d'un titre de champion d'Allemagne et d'un titre de champion de Russie.
Au sein des compétitions européennes, il joue 19 matchs en Ligue des champions, et 34 en Coupe de l'UEFA, inscrivant deux buts. Il est huitièmes de finaliste de la Ligue des champions en 2004 avec le VfB Stuttgart, en étant éliminé par le club londonien de Chelsea.

### En équipe nationale
Fernando Meira est régulièrement sélectionné dans les équipes nationales de jeunes, des moins de 16 ans jusqu'aux espoirs.
Avec la sélection olympique, il participe aux Jeux olympiques d'été de 2004 organisés en Grèce. Lors du tournoi olympique, il prend part à trois matchs, avec pour résultat deux défaites et une victoire.
Fernando Meira reçoit 54 sélections en équipe du Portugal entre 2000 et 2008, inscrivant deux buts. Toutefois, seulement 52 sélections sont considérées comme officielles.
Il joue son premier match en équipe nationale le 11 octobre 2000, contre les Pays-Bas. Ce match gagné 0-2 à Rotterdam rentre dans le cadre des éliminatoires du mondial 2002. Il inscrit son premier but le 4 juin 2005, contre la Slovaquie, lors des éliminatoires du mondial 2006 (victoire 2-0 à Lisbonne). Il marque son second but le 17 août 2005, en amical contre l'Égypte (victoire 2-0 à Ponta Delgada).
Il dispute la Coupe du monde 2006 avec la sélection portugaise. Lors du mondial organisé en Allemagne, il prend part à sept matchs. Le Portugal se classe quatrième de ce mondial. Il participe ensuite à l'Euro 2008 qui se déroule en Suisse et en Autriche. Lors de ce tournoi, il joue trois matchs. Le Portugal atteint les quarts de finale de cet Euro. Meira officie comme capitaine lors du dernier match de poule face à la Suisse.
Il reçoit sa dernière sélection le 11 octobre 2008, contre la Suède, lors des éliminatoires du mondial 2010 (score : 0-0 à Solna).

## Palmarès
- Champion d'Allemagne en 2007 avec le VfB Stuttgart
- Champion de Russie en 2010 avec le Zénith Saint-Pétersbourg
- Vainqueur de la Supercoupe de Turquie en 2008 avec le Galatasaray SK
- Vainqueur de la Supercoupe de Russie en 2011 avec le Zénith Saint-Pétersbourg